# فالي ريسكو
فالي ريسكو (بالفنلندية: Valle Resko)‏ (3 يونيو 1910 – 2 أغسطس 1988) هو ملاكم فنلندي راحل، مثّل بلاده في الألعاب الأولمبية الصيفية 1928.

## روابط خارجية
فالي ريسكو على موقع اللجنة الأولمبية الدولية (الإنجليزية)
- فالي ريسكو على موقع أوليمبيديا (الإنجليزية)